# Pierre Beauchamp
Pierre Beauchamp (Versalhes, 30 de outubro de 1631 – Paris, fevereiro de 1705) foi um coreógrafo, bailarino e compositor da França, e um dos diretores da Academia Real de Dança.
Charles-Louis-Pierre de Beauchamps foi um dos principais nomes, mesmo que inicialmente, na elaboração de uma codificação da dança clássica. Foi responsável pela definição das 5 posições básicas do balé. Provém de um berço familiar que já tinha experiência com a música e dança, uma das prioridades na época. Seu avô, Pierre foi "um famoso dançarino e membro da corporação dos mestres de dança." (BOURCIER; 1987, p. 115). Já seu pai, Luís, além de ser um bom dançarino, pertencia ao conjunto de violinos da corte. Apresentou-se na corte de Luís XIV com 17 anos. Em 1671 foi indicado diretor da Academia Real de Dança, e criou diversas coreografias para obras de Molière e Lully. Também foi indicado Mestre de Dança da Academia Real de Música, além de ser nomeado Compositor dos Balés do Rei, para quem deu aulas de dança ao longo de vinte anos. Ocupando tais posições, sua influência sobre o desenvolvimento da dança francesa foi enorme. A ele se credita a invenção do primeiro sistema de notação gráfica da coreografia. Suas composições de dança seguiam o rigor da época, estabelecido por Luís XIV em toda corte. Os passos eram desenvolvido ao seu máximo, levando em conta a beleza estética do movimento, exigindo do dançarino precisão em cada gesto.
Embora não tenha escrito nada a respeito, Beuchamps quis atribuir a dança uma codificação que fosse reconhecida universalmente. Foi incrível a sua rapidez para a formulação de passos, pois em sua carreira, provavelmente, estendeu-se de 1655 a 1687, tendo seu sistema supostamente concluído em 1674. 